# Eszmun
Eszmun (fen. ; stgr. Ἒσμουνος) – bóg opiekuńczy fenickiego miasta Sydon.

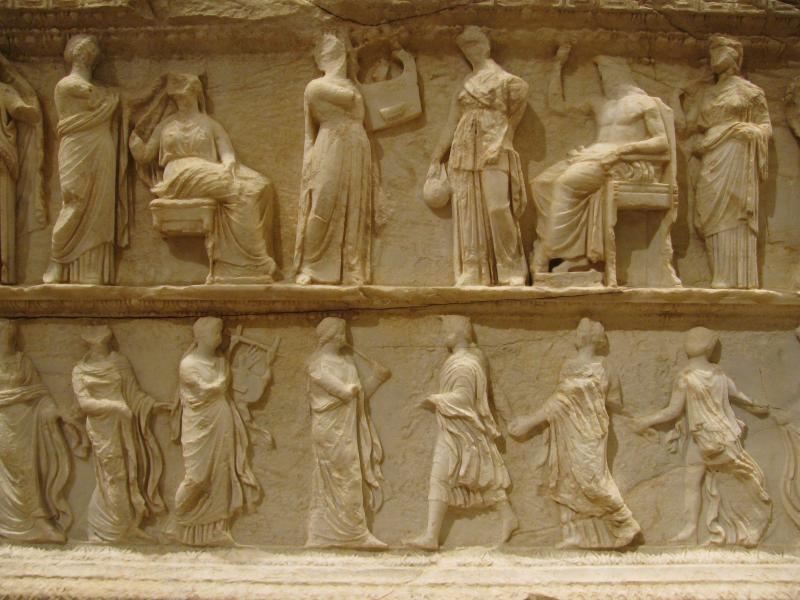
Relief podestu ze świątyni Eszmuna z wyobrażeniem bóstw towarzyszących (Apollona, Ateny, Hery, Artemidy)

## W historii
Istnienia tego bóstwa nie poświadczono wcześniej i było ono nieznane poza obszarem fenicko-punickim.
Uważany za uosobienie siły życiowej, był także bóstwem uzdrawiającym, dlatego Grecy utożsamili go z Asklepiosem, a Rzymianie z Eskulapem. Czczono go również w Tyrze i Filadelfii, Bejrucie, na Cyprze, Sardynii i w Kartaginie. Pierwsza wzmianka o nim pochodzi z 754 r. p.n.e., zawarta w traktacie spisanym pomiędzy asyryjskim królem Assurnirari V i Mati’elem, królem Arpadu (wielokroć wspominanym w Starym Testamencie), przy czym Eszmun występuje jako patron i strażnik tej umowy. Później niejednokrotnie pojawia się w sydońskich inskrypcjach świątynnych z epoki perskiej.
Dotychczas nie odnaleziono żadnych antropomorficznych przedstawień ikonograficznych tego bóstwa, co pozwala sądzić, że prawdopodobnie czczono go w postaci betyla.

## W mitologii
W wersji pochodzenia podanej przez fenickiego kapłana Sanchuniatona, cytowanego przez Filona z Byblos w jego Historii fenickiej, uznany jest za ósmego z synów pomniejszego bóstwa – Sydyka, będącego też ojcem siedmiu Kabirów (przy czym liczba ta ma w tym wypadku symboliczne znaczenie).
Według spopularyzowanego przekazu mitologicznego, miał być zamiłowanym w łowach młodzieńcem z Berutu (Bejrutu), obdarzonym namiętną miłością przez boginię Astarte; pragnąc uniknąć jej zalotów, okaleczył się i zmarł. Mimo to bogini przywróciła go do życia w boskiej postaci. Dzięki temu, poprzez śmierć i powstanie z martwych, do pierwotnej funkcji uzdrowicielskiej Eszmuna dołączona została rola bóstwa płodności, umierającego i odradzającego się corocznie. Mit ten wykazuje ścisłą analogię z frygijskim przekazem o Kybele i Attysie, jak również wyraźne odniesienie do greckiego mitu o Afrodycie i Adonisie oraz starszego, babilońskiego o Isztar i Tammuzie (sumer. Inana i Dumuzi). W miejscowości Kabr Szmun (dosł. „grób Eszmuna”) opodal Bejrutu tradycja zachowała pamięć o rzekomym miejscu pochówku bóstwa.

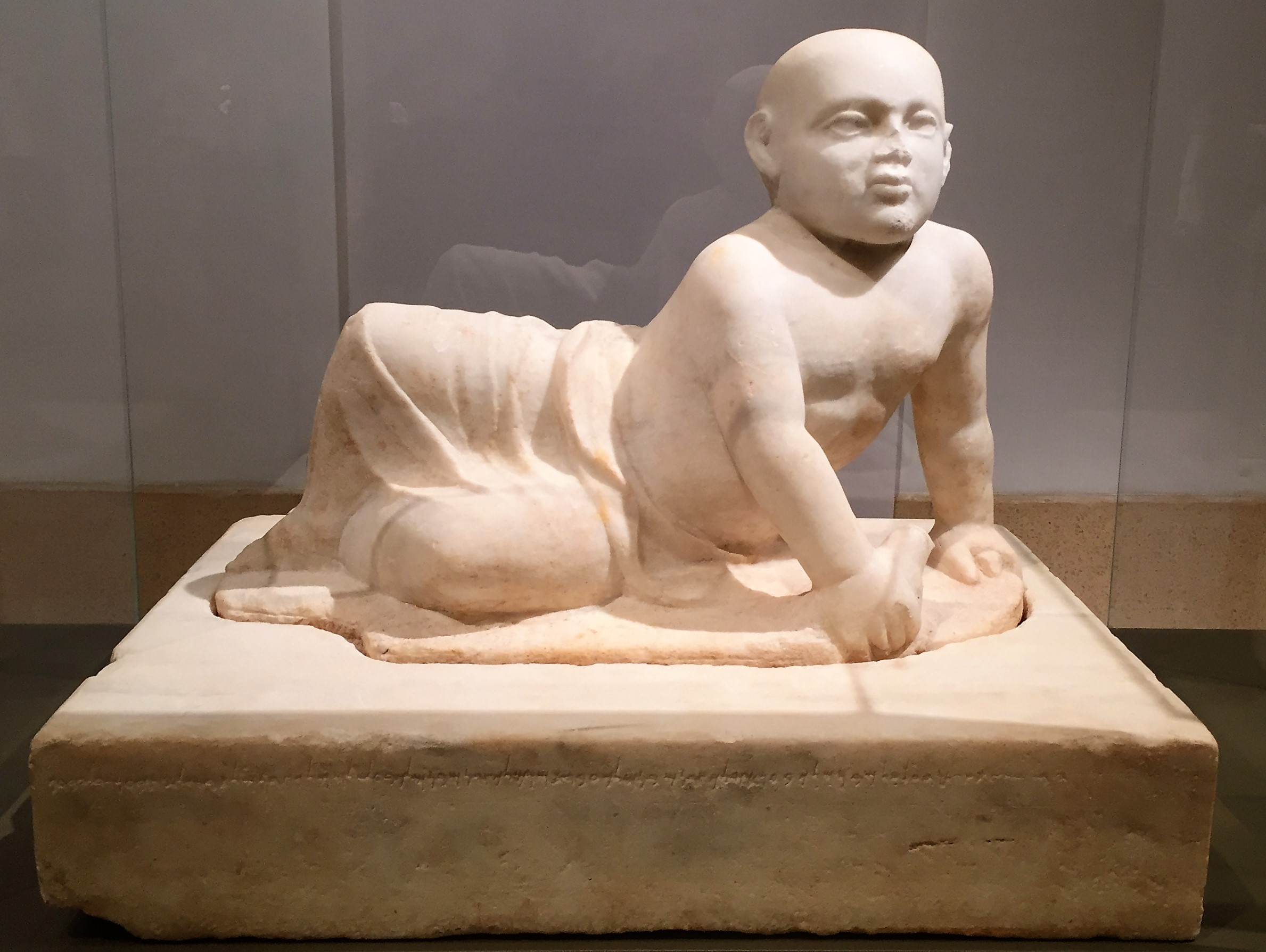
Wotywna statuetka dziecka ze świątyni Eszmuna (V wiek p.n.e.)

Źródła greckie zgodnie utożsamiają go z Asklepiosem, co wskazuje na oczywistą ewolucję ku funkcji bóstwa uzdrowicielskiego, które z kolei przejmuje funkcje „młodego boga” Adonisa poprzez rytuał umierania i zmartwychwstawania. Późniejsze identyfikowanie go z Asklepiosem znajduje m.in. potwierdzenie w symbolu kaduceusza jako atrybutu towarzyszącego Eszmunowi (wraz z boginią Hygieią) czy też w przedstawieniu tego bóstwa pomiędzy dwoma wężami (na monecie Bejrutu z początków III wieku). Uzdrowicielską funkcję Eszmuna poświadczają również znalezione wokół jego świątyni (Bustan es-Szeich) liczne figurki wotywne, zwłaszcza dzieci, co sugerowałoby jego szczególną rolę w leczeniu chorób dziecięcych. Wśród zachowanych motywów dekoracyjnych uwagę zwracają związane z kultem ptaki (koguty), gryfy oraz sceny polowań.

## Kult
W pobliżu Sydonu, nad rzeką Bostrenus (dzis. Nahr el-Awali), znajdowała się  świątynia Eszmuna wzniesiona przez króla Sydonu Eszmunazara II. W Bejrucie istniał „święty gaj” poświęcony temu bóstwu. W libańskiej wiosce Bterram odnaleziono podziemną świątynię – Eszmunit, złożoną z ośmiu pomieszczeń (siedmiu małych, jednego dużego), wykutych w skale i przypuszczalnie należącą do małżonki Eszmuna.
W punickiej Afryce północnej świadectwa kultu Eszmuna-Eskulapa znaleziono w Dugga, Thizika, Henchir el-Ust. W Kartaginie, gdzie wraz z Baalem (Baal Hadad) i Tanit zaliczał się do głównej trójcy bogów, Eszmun miał świątynię usytuowaną zawsze w obrębie cytadeli na wzgórzu Byrsa (dzisiejsze Wzgórze Odeonu), gdzie później w czasach rzymskich  wzniesiono świątynię Eskulapa. Stanowiła ona ostatni punkt oporu obrońców miasta podczas oblężenia i zdobycia go przez Rzymian w 146 r. p.n.e., w trakcie III wojny punickiej. Wiadomo, iż przynajmniej w Kartaginie wstęp wiernych do świątyni tego boga regulowały przepisy nakazujące post i ascezę, być może poprzedzające wtajemniczenie. Na skolonizowanej punickiej Sardynii czczono go z przydomkiem Merreh.

### Sanktuarium koło Sydonu

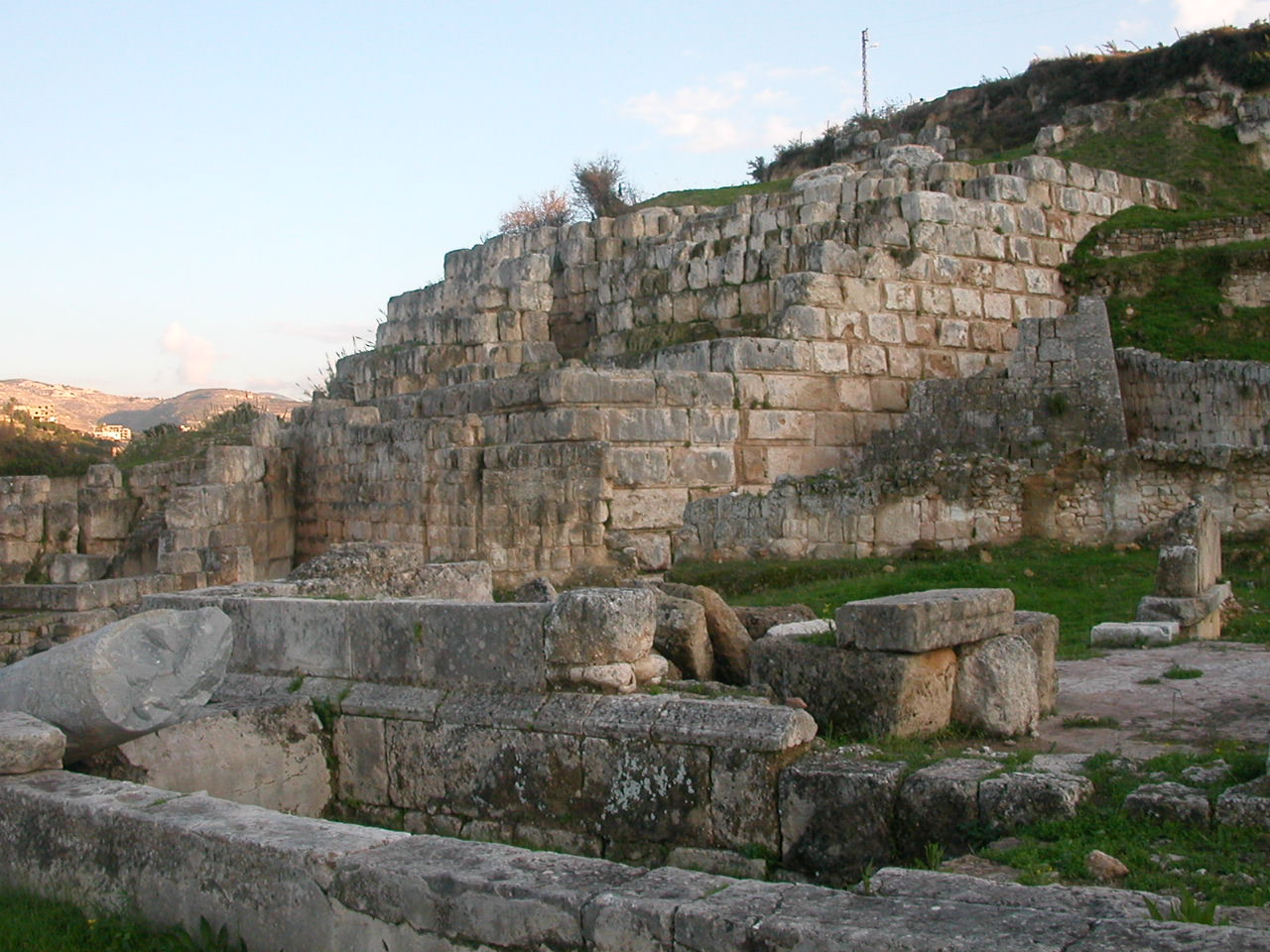
Fragment najstarszej części świątyni Eszmuna

Jest to najważniejsze miejsce kultowe tego bóstwa i zarazem jedyne w Libanie stanowisko z czasów fenickich zachowane w podobnym stanie (powyżej fundamentów). Znajduje się w  miejscowości Bustan es-Szeich, położonej o niespełna 2 km na północny wschód od Sydonu (dzis. Sajda). Ocalałe resztki budowli z różnych epok świadczą o wyjątkowej ciągłości funkcjonowania i o długotrwałym znaczeniu tego miejsca. Jego wybór podyktowany był obecnością źródła wykorzystywanego przy rytuałach leczniczych oraz sąsiedztwem rzeki Awali, przez Greków zwanej Asklepios.  
Początki świątyni wprawdzie pochodzą z końca VII wieku p.n.e., lecz zasadniczo powstała ona w V w. p.n.e., a budowniczym był niewątpliwie Eszmunazar II. Potwierdza to jedna z inskrypcji zachowanych na jego sarkofagu (odkrytym w 1858 r., obecnie w Muzeum Luwru), a wymieniająca wśród jego fundacji także świątynię „świętego boga Eszmuna przy źródle Jidlal koło cysterny”. Prawdopodobnie powiększona została ona przez jego wnuka Bodasztarta. Sanktuarium uległo jednak zniszczeniu już ok. połowy IV wieku p.n.e. i chociaż kompleksu samej świątyni Eszmuna nigdy nie odbudowano, teren wokół niej użytkowano nadal i zabudowywano w późniejszych epokach. Z okresu hellenistycznego pochodzą dwie kolejne świątynie (w tym: Afrodyty-Astarte) i dziedziniec dekorowany efektowną mozaiką przedstawiającą cztery pory roku. Dalszej rozbudowie miejsce to uległo w czasach cesarstwa rzymskiego, z których pochodzi m.in. kolumnada wzdłuż głównej drogi (III w. n.e.), nimfeum z rzeźbami i mozaiką wyobrażającą menady, oraz inne obiekty. Przez wieki utrzymywano także w stanie użytkowym oraz rozbudowywano zespół basenów oraz kanałów. Budowle te i lecznicze wody służyły dla celów pielgrzymkowych jeszcze w okresie wczesnochrześcijańskim, o czym świadczą zachowane w świątynnym kompleksie fundamenty bizantyjskiej bazyliki.
W 1920 r. dokonano udanych sondaży na tym stanowisku, a w latach 1925-26 podjęto pierwsze wykopaliska. Systematyczne prace wykopaliskowe prowadzone na tym stanowisku przez Maurice Dunanda trwały od 1963 do 1975 r. (przerwane działaniami wojennymi) i pozwoliły na udostępnienie tego miejsca dla celów publicznych.